# Vandread
Vandread (ヴァンドレッド, Vandoreddo) é uma série japonesa de anime criada pela GONZO e dirigida por Takeshi Mori. Vandread utiliza personagens animados com cenas de ação computadorizadas. A história, que é contada em um sistema solar onde homens e mulheres vivem separados em planetas diferentes, gira em torno de três homens que são capturados por uma nave de mulheres piratas, dando foco à vida do protagonista Hibiki Tokai.
O anime é composto por duas temporadas (Vandread, lançado em 2000 e Vandread: O Segundo Estágio, lançado em 2001), cada uma com 13 episódios de aproximadamente vinte e cinco minutos. Durante a exibição do anime foi criado um mangá de dois volumes com grandes diferenças na história. Cada temporada posteriormente foi resumida em um OVA: a primeira em Vandread Taidouhen e a segunda em Vandread Gekitouhen. Ainda foi criada uma light novel, Vandread Extra Stage, que mostra a vida dos personagens após o anime.

## História
Em um mundo onde a humanidade colonizou toda a sua galáxia, homens e mulheres são inimigos e vivem completamente isolados uns dos outros nos planetas Tarak e Mejer respectivamente. A história começa em Tarak durante o lançamento da espaçonave Ikazuchi, a maior nave de batalha criada no planeta, carregada de robôs humanóides e controláveis chamados Vanguards e movida por uma misteriosa energia viva e azul chamada Pexis Pragma. Hibiki Tokai, um jovem operário e cidadão de terceira classe, fica preso dentro da Ikazuchi enquanto tentava roubar um Vanguard e acaba participando de uma batalha entre os membros da nave e uma frota de piratas femininas. A batalha provocou a evacuação de toda a tripulação, exceto Hibiki e outros dois homens, Duero McFile e Bart Garsus. Para impedir que a Ikazuchi caisse nas mãos das mulheres o capitão da nave a bombardeou com vários mísseis, que foram destruídos pelo Pexis Pragma. Durante a destruição dos mísses, o Pexis Pragma acidentalmente criou um buraco de minhoca que mandou a Ikazuchi e a nave das mulheres para uma parte distante da galáxia, fundindo-as no processo e criando uma única nave com vários segredos e problemas que foi batizada de Nirvana. O Vanguard de Hibiki também sofreu uma transformação e ganhou a habilidade de se unir com três naves de batalha feminina, chamadas Dreads. A união entre o Vanguard de Hibiki com qualquer um dos três Dreads é chamada de Vandread. Inicialmente, Hibiki, Duero e Bart eram mantidos prisioneiros mas com o tempo se tornam parte da tripulação feminina: Hibiki como um soldado, Duero como médico e engenheiro, e Bart como piloto e navegador. Hibiki também cria fortes laços com as donas dos Dreads que se unem com seu Vanguard: Dita Liebely, Jura Basil Elden e Meia Gisborn.
A primeira temporada mostra a viagem da tripulação até seu sistema solar. Durante o percurso eles fazem várias pausas e conhecem outras civilizações humanas. Também começam a descobrir os misterios do Pexis Pragma e têm de lidar com vários problemas técnicos, além das diferenças entre os sexos. Com o tempo eles encontram estranhas máquinas silenciosas que os atacam em diversas ocasiões. Após adquirirem algumas informações em um planeta deserto é revelado que as máquinas foram mandadas da Terra, o planeta natal dos humanos, para colher partes dos corpos dos humanos que se encontram em outras planetas, tais como Mejer e Tarak. Durante a segunda temporada, a tripulação da Nirvana continua sua jornada com uma nova integrante: Misty Conrwell, uma garota de Plutão que foi encontrada em uma cápsula de fuga junto de um vírus que invade o sistema da nave. Quando o vírus finalmente é deletado ele revela um video vindo da Terra. O video mostra que a missão de colonização de outros planetas começou quando a poluição da Terra estava se intensificando e atualmente suas condições de vida são quase inexistentes. Em uma tentativa de criar um novo meio ambiente para o planeta os terráqueos cobriram a Terra com gigantescas engrenagens mas o plano falhou. No decorrer dos anos os terráqueos se convenceram de que somente eles eram humanos e enviaram máquinas aos planetas colonizados para retirarem órgãos dos habitantes. Esses órgãos são levados de volta à Terra e utilizados para repor os órgãos podres dos terráqueos.
Quando a Nirvana finalmente chega em seu sistema solar os membros da tripulação são acusados de inventarem histórias sobre a possibilidade de homens e mulheres viverem juntos. As mulheres são sentenciadas à prisão enquanto Duero e Bart são torturados, mas Hibiki escapa e permanece dentro da nave. As mulheres rapidamente conseguem voltar à Nirvana com a ajuda de outras piratas que as esperavam em Mejer e depois resgatam os dois homens. Os nobres de Tarak e Mejer então se reúnem para discutir a situação e chegam a um impasse. Durante a reunião Hibiki descobre que é neto dos governantes dos dois planetas, o Avô e a Avó, e por isso tem o direito de decidir o destino de homens e mulheres. Ele decide enfrentar as máquinas terráqueas e recebe a ajuda do exército de ambos os planetas, além de vários amigos que fez durante sua jornada. Juntos eles enfrentam a mais poderosa nave inimiga, que era movida por um Pexis Pragma vermelho e corropido pelos ódio dos terráqueos. Ao final da luta os dois Pexis Pragmas colidem. O azul destrói a nave terráquea e depois purifica e absorve o vermelho. Com Tarak e Mejer em paz, Hibiki, Duero e Bart resolvem ampliar a relação entre homens e mulheres ao abrir um intercâmbio entre os dois planetas. Enquanto os três se despedem da tripulação para retornar a Tarak, Hibiki convida Dita para ir com ele e começar uma nova vida.

## Músicas

### Aberturas e encerramentos
- Trust (abertura de Vandread e encerramento do último episódio do Segundo Estágio) - Salia
- Himegoto (encerramento de Vandread e de Taidouhen) - SiLC
- Justice (abertura do Segundo Estágio e de Gekitouhen) - Aki Kudou
- Yes, Together (encerramento do Segundo Estágio) - Yasunori Iwasaki
- Spacy, Spicy Love (abertura de Taidouhen) - Tripulação feminina da Nirvana
- Proof (encerramento de Gekitouhen) - Tripulação feminina da Nirvana

### Temas de inserção
- What a Wonderful World - Donna Burke
- Somedays - Donna Burke
- Ikutose Karuka
- Good Day Friends (tema musical da Dita) - Yumi Kakazu
- Kanojo wa Dandysm (tema musical da Barnette) - Michiko Neya
- Moon Light Lullaby (tema musical da Meia) - Fumiko Orikasa
- Slow Down (tema musical da Jura) - Yu Asakawa
- Welcome Home (tema musical da Parfet) - Megumi Toyoguchi

## Glossário

### Máquinas e veículos
Ikazuchi
A nave mais poderosa de Tarak e movida pelo Pexis Pragma azul. Antigamente foi a nave utilizada pelos terráqueos em sua missão de colonização mas permaneceu em Tarak e foi reformada como uma nave de batalha cujo objetivo era eliminar qualquer ameaça aos homens, principalmente as mulheres. Se fundiu a nave das piratas femininas após ter sido sugado por um buraco de minhoca criado pelo Pexis Pragma azul e assim criou a Nirvana.
Nirvana
Nave criada quando o Pexis Pragma azul fundiu a Ikazuchi com a nave das piratas comandadas por Magno Vivan. O Pexis Pragma permaneceu no centro da nave e serve como sua fonte de energia. A Nirvana é cheia de mistérios que são revelados de acordo com a vontade do Pexis Pragma, que escolheu Bart como o navegador e piloto da nave. Para pilotá-la, Bart é levado para dentro do Pexis Pragma onde a controla com seus movimentos. A forma básica de ataque da Nirvana são laseres azuis formados pela energia do Pexis Pragma. A quantidade e força dos laseres pode mudar de acordo com os sentimentos de Bart.
Vanguards
A mais nova máquina de guerra em Tarak. São grandes robôs controlados por um soldado em seu interior. Eles carregam várias armas como espadas, machados, lanças e correntes e são capazes de repelir disparos de armas de fogo. O Vanguard de Hibiki, chamado por ele de Parceiro, sofreu uma transformação por causa do Pexis Pragma e adquiriu novas cores e aparência, além de força, velocidade e a capacidade de se unir com os Dreads de Dita, Jura e Meia para criar um Vandread. Após a criação do Super Vandread, o Vanguard de Hibiki sofreu uma pequena mudança física e um aumento de poder.
Dreads
As naves de batalha utilizadas pelas mulheres da Nirvana. A maioria dos Dreads são armados com canhões, mísseis e laseres mas outras armas podem ser inclusas de acordo com o gosto da pilota. Eles, juntos do Vanguard de Hibiki, ficam guardados em um hangar dentro da Nirvana. Durante uma batalha, os Dreads podem ser reparados ou recarregados por uma equipe que permanece dentro de uma pequena nave. Após terem sido transformados pelo Pexis Pragma, os Dreads de Dita, Meia e Jura ganham novas formas e artilharia, além da habilidade de se unirem ao Vanguard de Hibiki para criar um Vandread. Eles ficam mais poderosos após terem criado o Super Vandread. Os três Dreads são gigantescos e o Vanguard deve entrar dentro de um Dread para que eles se combinem.
Vandreads
É a combinação entre o Vanguard de Hibiki e o Dread de Dita, Meia ou Jura. Cada Vandread têm sua própria aparência e habilidades. O Vandread de Dita e Hibiki é um grande guerreiro azul que se destaca por sua força. Ele possui dois canhões em suas costas que podem disparar enormes laseres ou materializar dois sabres de energia. Os canhões ainda podem ser retirados e usados como lanças. Na cabine de controle, Hibiki permanece em seu assento e Dita fica no seu colo.
O Vandread de Meia e Hibiki tem o formato de uma águia prateada e se destaca por sua velocidade, sendo o mais rápido dos três. Sua forma básica de ataque são golpes em alta velocidade que cortam os obstáculos na sua frente. Também pode atirar raios por sua cabeça. Na cabine de controle, Meia permanece em seu assento enquanto Hibiki fica no seu colo.
O Vandread de Jura e Hibiki se parece com um siri vermelho que se destaca por sua resistência e, por não ser muito poderoso, geralmente é utilizado para defender a Nirvana. Ele possui oito discos verdes orbitando ao seu redor. Esses discos projetam energia de várias maneiras como disparos, escudos e campos de força que podem cobrir até mesmo um planeta. Os discos também são capazes de redirecionar matéria. Na cabine de controle, Jura e Hibiki ficam em assentos separados em volta de uma mesa circular.
Além dos três Vandreads básicos existe o Super Vandread, uma combinação entre o Vanguard de Hibiki, os três Dreads e o robô Pyro. É o mais poderoso robô da Nirvana e possui habilidades dos outros três Vandreads. Ele pode criar escudos capazes de absorver os ataques inimigos; os mesmos discos do Vandread de Jura e Hibiki orbitam ao seu redor; suas mãos podem projetar dois sabres de energia; sua velocidade é inúmeras vezes maior que a do Vandread de Meia e Hibiki. Sua aparência é de um guerreiro branco e azul.

### Pexis Pragma
Também referido como "os Pexis", o Pexis Pragma é uma entidade energética gigante de formato circular e cor azul que veio de outro universo e se encontrou com os terráqueos pouco antes do início da missão de colonização. Ele foi separado em dois; uma das metades foi utilizada como fonte de energia da Ikazuchi enquanto a outra permaneceu na Terra. Conforme os anos se passaram e a Terra apodreceu, o maus sentimentos dos terráqueos corromperam seu Pexis Pragma e ele se tornou vermelho. No início da série, quando a Nirvana foi criada, Hibiki, Dita, Meia, Jura e Pyro cairam dentro do Pexis Pragma azul e tiveram suas mentes diretamente conectadas a ele. Pyro, que é um robô, ganhou mente própria e frequentemente é utilizado pelos Pexis para se comunicar com o restante da tripulação. O Vanguard de Hibiki e os Dreads das três mulheres também entraram em contato com o Pexis Pragma e por isso conseguem se unir. Eles também se fortalecem com o tempo e assim ganharam a habilidade de criar o Super Vandread. O Pexis Pragma cuida de si mesmo e utiliza sua energia para eliminar qualquer ameaça. Ele também questiona a existência de outros seres vivos até que ela possa ser provada. No final da série as duas metades do Pexis Pragma voltam a ser uma única criatura.

## Mídia

### Anime e OVAs
Criado no estúdio GONZO e dirigido por Takeshi Mori, o anime Vandread estreou no dia 3 de outubro de 2000 e teve 13 episódios até chegar ao seu fim no dia 19 de dezembro do mesmo ano. No Brasil, Vandread foi exibido pelo canal Animax, onde foi um dos programas iniciais. Ambos canal e anime chegaram ao país dia 31 de julho de 2005. Após algum tempo de exibição o Animax colocou o programa no bloco Lollipop que se focava no público adolescente.
A segunda temporada, Vandread: O Segundo Estágio, teve seu início em 5 de outubro de 2001 e seus 13 episódios foram exibidos até o dia 18 de dezembro do mesmo ano. Ela estreou no Brasil dia 10 de fevereiro de 2006. A dublagem brasileira foi feita pelo estúdio Álamo.
Em Portugal, Vandread foi emitido pela SIC entre 2004/2005. A dobragem portuguesa foi feita pelo estúdio Somnorte, sob a direcção de Ascensão Amaral, com a tradução de Marta Lopes e a adaptação das canções foram adaptadas por Daniel Ventura e interpretadas por Sissa Afonso com o coro e instrumental feito por Artur Guimarães. A legendagem foi feita por Carla Batalha e Tânia Rodrigues. A coordenação geral foi feita por Jorge Paupério. Com as vozes de Ângela Marques, Clara Nogueira, Edgard Fernandes, Joana Carvalho, Jorge Seabra Paupério, Mário Santos, Paula Seabra, Rute Pimenta.
Posteriormente a GONZO publicou dois OVAs que resumiriam cada temporada, com algumas informações adicionais. Vandread Taidouhen, que resumi a primeira temporada, possui 75 minutos de duração enquanto Vandread Gekidouhen, que resumi a segunda, possui 97 minutos.[carece de fontes?]

### Mangá
Paralelamente à exibição do anime, Takeshi desenvolveu um mangá de dois volumes que foi ilustrado por Kotetsu Akane e publicado pela revista Dragon Jr. O mangá foi feito para criar um "segundo universo" para a série e por isso sua história tem várias diferenças, dentre elas à ausência de alguns personagens e a inclusão de outros. Ele começou a ser publicado no dia 26 de dezembro do ano 2000.[carece de fontes?] Não teve lançamento no Brasil.
Em março de 2002 foi lançado no Japão um mangá spin-off com um único volume chamado Vandread Special Stage, que também foi produzido por Kotetsu Akane. Ele conta uma história totalmente diferente da original em que Hibiki é um professor escolar e a tripulação da Nirvana são funcionários ou alunos. Quando um meteoro ameaça destruir sua escola, Hibiki se vê obrigado a defendê-la com seu Vanguard.

### Light novel
Foi criado uma light novel chamada Vandread: The Extra Stage. Ela é composta por um único volume que contém sete histórias, cada uma referente ao futuro de um ou mais personagens. Sua publicação inicial foi em abril de 2002. Não teve lançamento no Brasil.

## Dublagem Portuguesa
- Hibiki Tokai - Jorge Seabra Paupério
- Dita Liebely - Ângela Marques
- Meia Gisborn - Rute Pimenta
- Jura Basil - Paula Seabra
- Bart Garsus - Edgard Fernandes
- Duelo McFile - Mário Santos
- Barnette Orangello - Joana Carvalho
- Magno Vivian - Paula Seabra
- Ezra Vieil - Clara Nogueira
- Tradução: Marta Lopes
- Adaptação das Músicas: Daniel Ventura
- Interpretação do Genérico e do Encerramento: Sissa Afonso
- Instrumental e Coros: Artur Guimarães
- Legendagem: Carla Batalha e Tânia Rodrigues
- Direção: Ascensão Amaral
- Cordenação Geral: Jorge Seabra Paupério
- Estúdio: Somnorte
- Ano: 2004